# Kvarnsjön, Skövde
Kvarnsjön är en stadsdel i norra delen av Skövde. Området består i huvudsakligen av villor men också ett fåtal flerfamiljshus. 
Kvarnsjön gränsar begränsas i norr av Linoljedammen och i söder av miljonprogramsområdet Lunden och i öster av Västra stambanan och i väster av Vadsboleden. Väster om den finns Aspö gård och Karstorps friluftsområde. Här finns en sommaröppen stadsbondgård med djur och café.